# Gare de Pont-de-Buis
Gare de Pont-de-Buis – przystanek kolejowy w Pont-de-Buis-lès-Quimerch, w departamencie Finistère, w regionie Bretania, we Francji.
Został otwarty w 1888 przez Compagnie du chemin de fer de Paris à Orléans (PO). Jest przystankiem kolejowym Société nationale des chemins de fer français (SNCF), obsługiwanym przez pociągi TER Bretagne kursujące między Brest i Quimper.